# Ellen Farner
Ellen Farner, née en 1940, est une actrice allemande. Elle est surtout connue pour le rôle de Madeleine dans Les Parapluies de Cherbourg.

## Biographie
Ellen Farner est une actrice allemande de cinéma et de TV, ainsi qu'un mannequin, entre 1964 et 1966. Elle a joué dans Les Parapluies de Cherbourg (1964) et trois films allemands, Die Drei Scheinheiligen (1964), Unsterblichkeit mit Marschmusik et Ruf der Walde (1964). Son dernier rôle (en automne 1966) est le personnage de Vicki dans la série télé allemande Von Null Uhr Eins Bis Mitternacht, dans l'émission  "Die Hochzeit". Aucun renseignement n’existe concernant Ellen Farner, actrice, après cette date. Elle était également mannequin entre 1967 et 1971, au sein de l'agence Paris Planning Women (Paris)[réf. nécessaire].

## Filmographie
- 1964 : Les Parapluies de Cherbourg de Jacques Demy (Madeleine)
- 1964 : Der gelbe Pullover (téléfilm) (Avril Oakland)
- 1964 : Die drei Scheinheiligen (de) d'Hans Schott-Schöbinger(Bettina)
- 1965 : Ruf der Wälder de Franz Antel
- 1965 : Die karte mit dem Luchskopf (tv) (un épisode : Der Mann mit der Silbermaske)
- 1965 : Bob Morane (tv) (un épisode : La Vallée des brontosaures)
- 1965 : Es geschah in Berlin (tv) (un épisode) (Gisela)
- 1965 : Unsterblichkeit mit Marschmusik (téléfilm) (Cilly Rinnereis)
- 1965 : Ruf der Wälder (Petra)
- 1966 : John Klings abenteuer (tv) épisode Goldfische
- 1966 : Intercontinental Express (tv) (1966) un épisode (Hill)
- 1966 : Reflets de Cannes (documentaire — dans son propre rôle)
- 1967 : Von Null uhr eins bis mitternacht — Der abenteuerliche Urlaub des Mark Lissen (tv) (Vicki)